# Sguazzo di Rivalunga
Sguazzo di Rivalunga este o arie protejată (arie specială de conservare — SAC, sit de importanță comunitară — SCI, arie de protecție specială avifaunistică — SPA) din Italia întinsă pe o suprafață de 186 ha, integral pe uscat.

## Localizare
Centrul sitului Sguazzo di Rivalunga este situat la coordonatele 45°20′55″N 11°06′18″E / 45.348611°N 11.105°E.

## Înființare
Situl Sguazzo di Rivalunga a fost declarat sit de importanță comunitară în septembrie 1995 pentru a proteja 17 specii de animale. Alte tipuri de protecție:
- arie de protecție specială avifaunistică (în august 2003)
- arie specială de conservare (în iulie 2018)[1][2][3]

## Biodiversitate
Situată în ecoregiunea continentală, aria protejată conține 2 habitate naturale: Cursuri de apă de la nivel de câmpie la nivel montan, cu vegetație Ranunculion fluitantis și Callitricho-Batrachion, Păduri mixte riverane de Quercus robur, Ulmus laevis și Ulmus minor, Fraxinus excelsior sau Fraxinus angustifolia, de-a lungul marilor râuri (Ulmenion minoris).
La baza desemnării sitului se află mai multe specii protejate:
- păsări (16): lăcar mare (Acrocephalus arundinaceus), lăcar-de-lac (Acrocephalus scirpaceus), rață sulițar (Anas acuta), rață-cu-cap-castaniu (Aythya ferina), rața moțată (Aythya fuligula), presură de stuf (Emberiza schoeniclus), vânturel de seară (Falco vespertinus), becațină comună (Gallinago gallinago), stârc pitic (Ixobrychus minutus), becațină mică (Lymnocryptes minimus), gaia neagră (Milvus migrans), ploier auriu (Pluvialis apricaria), sitar de pădure (Scolopax rusticola), Spatula clypeata, rață cârâitoare (Spatula querquedula), nagâț (Vanellus vanellus)
- reptile (1): țestoasa de baltă (Emys orbicularis)

Pe lângă speciile protejate, pe teritoriul sitului au mai fost identificate 2 specii de plante, 1 specie de pești.